# Kirche Bugewitz

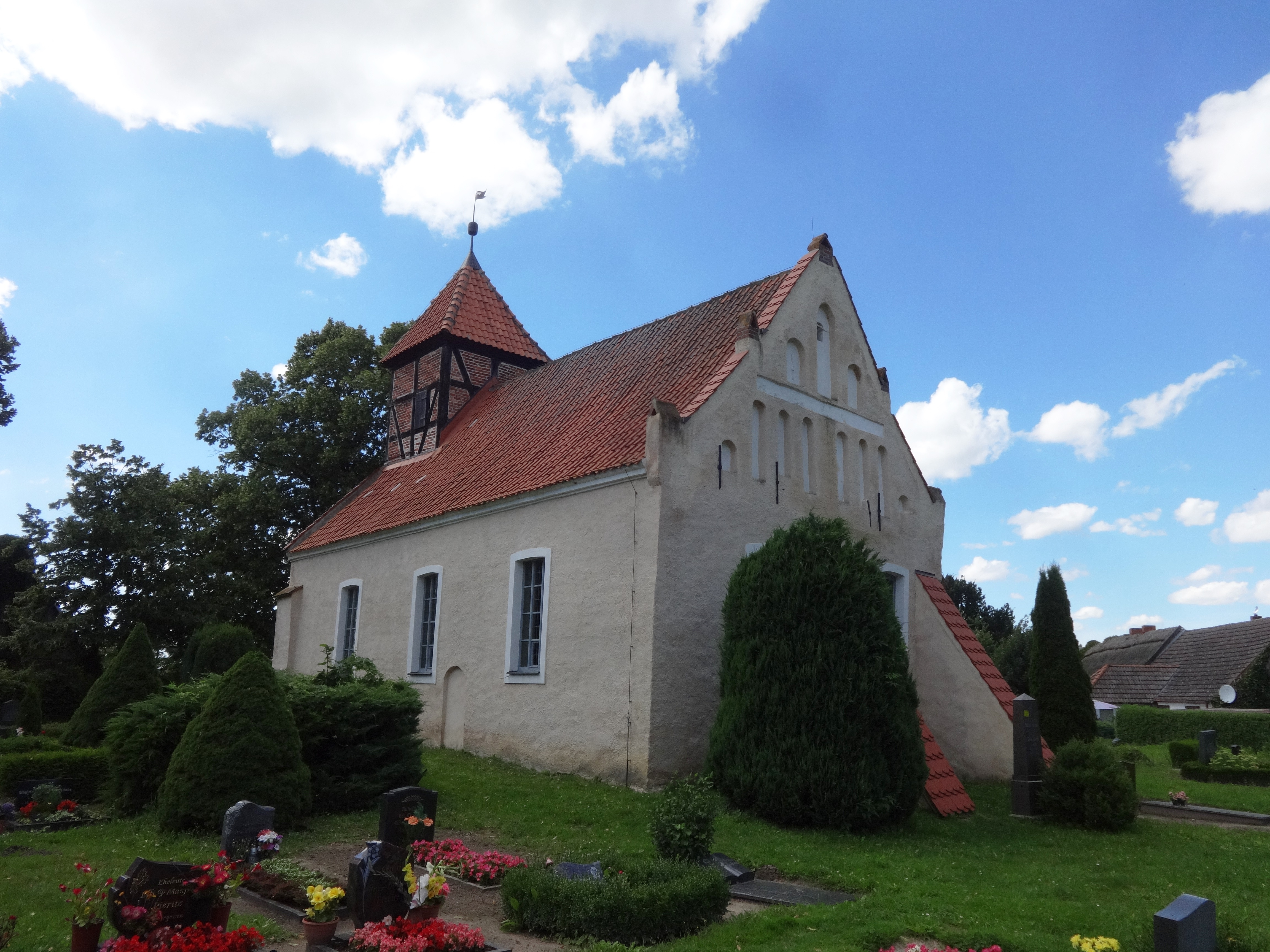
Kirche Bugewitz

Die evangelische Kirche Bugewitz ist eine aus dem 15. Jahrhundert stammende Feldsteinkirche in Bugewitz in Vorpommern. Die evangelische Kirchgemeinde gehört seit 2012 zur Propstei Pasewalk im Pommerschen Evangelischen Kirchenkreis der Evangelisch-Lutherischen Kirche in Norddeutschland. Vorher gehörte sie zum Kirchenkreis Greifswald der Pommerschen Evangelischen Kirche.

## Lage
Das zentrale Verbindungselement im Ort ist die Dorfstraße, die von Westen die Gemarkung erschließt. Sie zweigt im Norden ebenfalls als Dorfstraße nach Norden ab. Östlich dieser Kreuzung steht das Bauwerk auf einer erhöhten Fläche, die durch ungleichmäßig geschichtete und unbehauene Feldsteine eingefriedet ist.

## Geschichte
Der Sakralbau entstand vermutlich im 15. Jahrhundert und wurde im Dreißigjährigen Krieg stark zerstört. Anschließend baute die Kirchengemeinde das Bauwerk im Jahr 1718 wieder auf. Dabei wurde der östliche Giebel verputzt und die Fenster verändert. 1784 errichteten Handwerker den Kirchturm. Im Jahr 2000 wurde die ziegelgedeckte Kirche umfassend saniert; 2008 erhielt sie einen neuen Außenputz.

## Baubeschreibung
Der Chor ist gerade und nicht eingezogen. An der verputzten Ostwand sind zwei gedrückt-segmentbogenförmige Fenster. Jeweils rechts daneben stellte die Kirchengemeinde zwei mächtige, mit rotem Biberschwanz gedeckte Strebepfeiler auf. Der Giebel ist reichhaltig gegliedert: Im unteren Bereich sind acht verputzte Blenden, von denen die jeweils beiden äußeren in ihrer Höhe verkürzt ausgeführt wurden. Darüber ist ein Putzband sowie drei weitere, aufsteigend größere Blenden. Zusätzlich schmücken fünf Fialen den Giebel.
Die nördliche und südliche Wand des Kirchenschiffs ist weitgehend gleich gegliedert. Hier dominieren drei große Fenster, deren Form mit einer hellen Fasche betont wird. An der Nordostecke ist ein weiterer, zweifach gestufter Strebepfeiler. An der Südseite ist rechts neben dem mittleren Fenster eine zugesetzte, rundbogenförmige Pforte erkennbar. Nach Westen hin ist an jeder Seite ein weiterer Strebepfeiler.
Die westliche Wand des Schiffs wird im Wesentlichen von einem großen hölzernen Portal sowie zwei seitlich darüber paarweise angeordneten und spitzbogenförmigen Blenden gegliedert. Der darüber liegende Giebel besitzt keine Öffnungen. Er führt in den gedrungenen Turmaufsatz, der aus Fachwerk errichtet wurde. Das Gefach besteht dabei aus rötlichen Mauerziegeln, in die an den drei zugänglichen Seiten je eine kleine Klangarkade verbaut wurde. Der Turm schließt mit einem Pyramidendach mit Turmkugel und Wetterfahne ab.

## Ausstattung

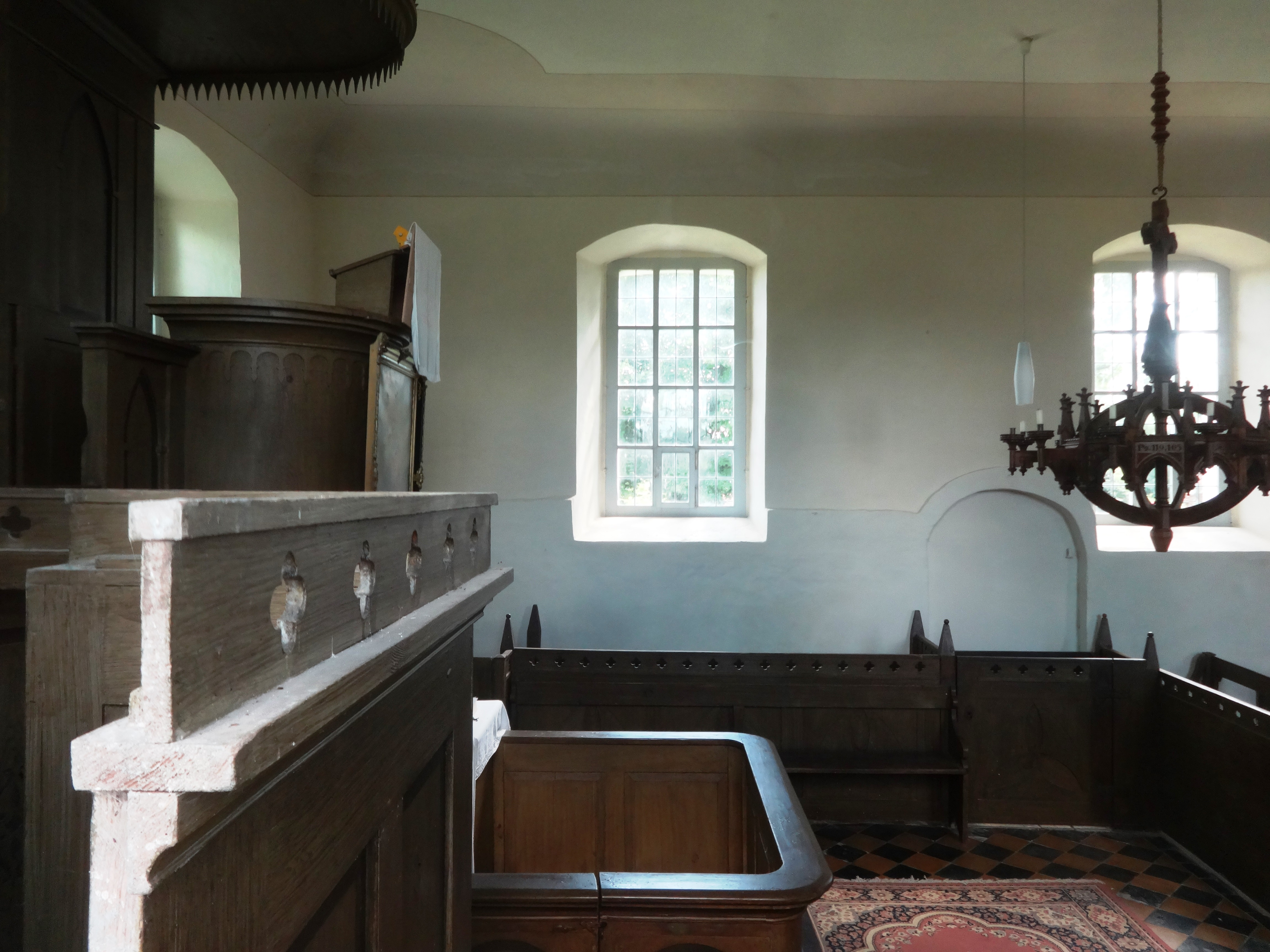
Blick ins Kirchenschiff

Die Kirchenausstattung ist einheitlich mit neugotischem Dekor und stammt aus dem Jahr 1880. Dazu gehört ein Kanzelaltar mit halbrundem Korb, der mit Friesen und spitzbogenförmigen Blenden verziert ist. Sein Aufgang sowie die Sakristei ist mit Ornamenten und Verpässen geschmückt. Das Altargehege zieren Rundbögen; das Gestühl wurde mit Fialen, Vierpässen und schlanken Dreiblättern gestaltet, die sich auch in den Kassettenfeldern der Empore wiederfinden. Ein hölzerner Leuchter entstand im Jahr 1879. Die Orgel wurde 1886 von Barnim Grüneberg mit einem Neorenaissance-Prospekt und gegliederten Pilastern gefertigt. Der Innenraum zeigt eine Voutendecke sowie im südlichen Teil der Westwand eine gestufte, rundbogige Nische, die sich fast über die gesamte Höhe des Bauwerks erstreckt.
Die einzige Glocke der Kirche ist aus Bronze und wurde 1450 vom selben Meister gefertigt wie die der Kirche Ducherow.
Südwestlich des Bauwerks liegt auf dem Kirchhof ein kleiner Findling, der „Den unbekannten Soldaten“ gedenkt.